# Andreas Klinner

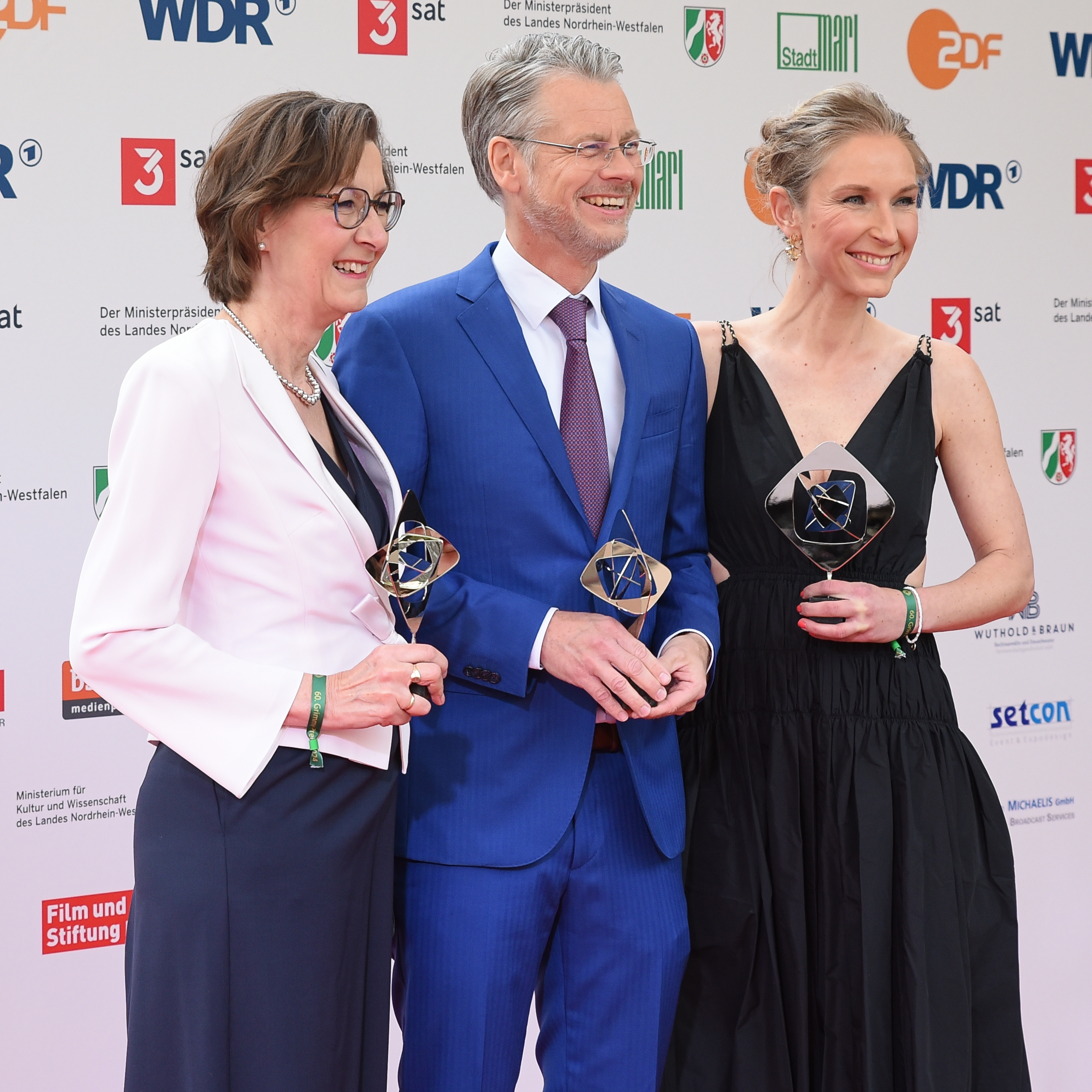
Andreas Klinner mit Sabine Räpple und Linda Kierstan bei der Verleihung des Grimme-Preises 2024

Andreas Klinner (* 1. September 1969 in West-Berlin) ist ein deutscher Journalist und Fernsehmoderator.

## Leben und Wirken
Nach dem Abitur am Berliner Canisius-Kolleg nahm Klinner 1990 ein Studium der Wirtschaftswissenschaften sowie der Diplom-Journalistik an der Freien Universität Berlin und der Katholischen Universität Eichstätt auf. Bis zum Studienabschluss 1996 war er parallel dazu freier Mitarbeiter bei Radiosendern in Berlin, Hannover und Kiel. 1991 wurde Andreas Klinner Redakteur und TV-Moderator bei Fernsehen aus Berlin (FAB). Dort moderierte er unter anderem die Jugend-Talkshow Wanted Alive und im Wechsel mit Andrea Kiewel das auf der terrestrischen RTL-Frequenz ausgestrahlte Stadtmagazin Fenster aus Berlin.
Im Sommer 1992 nahm Klinner an einem Casting der Redaktion Doppelpunkt teil, die Nachfolger für die bisherigen Moderatoren Michael Steinbrecher und Barbara Stöckl suchte. Von 1992 bis 1995 arbeitete er als Reporter beim ZDF-Jugendmagazin Doppelpunkt.
1995 präsentierte er die Comedy-Sendung Werk II aus der gleichnamigen ehemaligen Fabrik in Leipzig-Connewitz. Anschließend wurde Andreas Klinner Moderator und Chef vom Dienst des ZDF-Morgenmagazin. Anschließend betätigte er sich von 1999 bis 2001 als persönlicher Referent der ZDF-Chefredakteure Klaus Bresser und Nikolaus Brender. 2005 wurde Klinner zweiter Korrespondent im ZDF-Auslandsstudio Italien in Rom, wo er bis 2007 insbesondere für die Berichterstattung aus dem Vatikan zuständig gewesen ist.
Seitdem ist Andreas Klinner Chef vom Dienst und TV-Moderator der werktäglichen ZDF-Nachrichtensendung heute – in Europa sowie Moderator des ZDF spezial. Er übernimmt außerdem gelegentlich die Vertretung bei den ZDF-Sendungen auslandsjournal und Länderspiegel sowie den Nachmittags- und Wochenendausgaben der heute-Nachrichten. Seit September 2011 bis zur Einstellung im Juni 2012 wechselte er sich zudem mit Anja Heyde in der Moderation der sonntäglichen Sendung blickpunkt ab. Darüber hinaus präsentiert Klinner das auslandsjournal extra auf 3sat und moderiert seit April 2013 beim ARD/ZDF-Ereignissender Phoenix in Bonn, wo er an einigen Wochen im Jahr durch die Sendungen Phoenix vor Ort und Phoenix der Tag führt. 
Am 26. April 2024 nahm das Team von heute – in Europa in Marl den Grimme-Preis 2024 für seine „kontinuierlich exzellente Aufbereitung von europäischen Themen“ entgegen.
Andreas Klinner ist seit 2012 Lehrbeauftragter in der Medienwerkstatt des Studiengangs Journalistik der Katholischen Universität Eichstätt-Ingolstadt. Klinner hat zwei Töchter und lebt mit seiner Familie in der Nähe von Frankfurt am Main.